# Hyperlioceras
Genre
Hyperlioceras est un genre d'ammonites (mollusques céphalopodes marins éteints), de la famille des Graphoceratidae, qui ont vécu pendant la série du Jurassique moyen durant les étages Aalénien et Bajocien, il y a environ 170 millions d'années.

## Liste des espèces
Quelques espèces :
- Hyperlioceras desori Moesch
- Hyperlioceras discites Waagen
- Hyperlioceras subdiscoideum Quenstedt (Buckman), 1907
- Hyperlioceras mundum
- Hyperlioceras furcatum

## Biostratigraphie
Les Hyperlioceras sont des fossiles stratigraphiques importants. La base de l'étage Bajocien (Point Stratotypique Mondial -PSM- du Bajocien) définie sur la côte portugaise à Cabo Mondego entre Lisbonne et Porto, est basée sur la première apparition de l'espèce d'ammonites Hyperlioceras mundum et d'autres ammonites associées : Hyperlioceras furcatum, Bratinsina aspera et Bratinsina elegantula.